# Mordellistena elicodomma
Mordellistena elicodomma es una especie de coleóptero de la familia Mordellidae.

## Distribución geográfica
Habita en África.